# Чебоза
Чебо́за — российская рок-группа из Ростова-на-Дону.

## История группы
Создателем и автором всех песен группы «Чебоза» является Василий Гончаров. Первый концерт состоялся 17 октября 1999 года.
В июле 2004 года группа представляет один из треков новой программы на «Нашем радио», в июле выступает на «Нашествии», а уже 1 сентября у группы выходит дебютный альбом «К Востоку от Гринвича», выпущенный лейблом «Никитин».
5 февраля 2008 года у группы вышел второй одноимённый альбом «Чебоза», который она писала 3 года. В новом материале можно проследить влияние таких групп, как Coldplay, Hard-Fi, Kasabian, The Killers, но самыми главными кумирами музыкантов Чебозы остаётся группа Oasis. В работе над альбомом принял участие Корней, гитарист, известный своей работой с Земфирой.
В 2008 году лидер группы Василий Гончаров выступил музыкальным продюсером альбома Вячеслава Бутусова «Модель для сборки».
В конце 2009 года группа Чебоза записала сингл под названием «Скажи». Песня стала первым радиосинглом со времён выхода дебютного альбома и попала в ротацию «Радио Maximum» и Авторадио. Весной 2010 года на телеканале A-One состоялась премьера видеоклипа на песню «Скажи». Клип занимал верхние строчки хит-парада «Круче только яйца» и в течение первых трёх месяцев эфира находился в двадцатке самых ротируемых клипов.
В мае 2010 лидер группы Василий Гончаров под псевдонимом Вася Обломов выложил в интернет мультипликационное видео на песню «Магадан», которое мгновенно стало популярным, собрав к августу 2010 года более 300 тысяч просмотров.
В начале 2011 года группа играла концерт для Первого альтернативного телеканала, где представила новую песню «Снег тает». Василий Гончаров пообещал записать новые песни в самое ближайшее время, параллельно работая над альбомом Васи Обломова.
В декабре 2017 года по многочисленным просьбам вышел сингл «Снег тает» состоящий всего из 3 песен — «Снег тает», «Падает снег» и акустической версии песни «Снег тает». Сингл записан в 2016 и 2017-м году на студии Параметрика в составе 3 человек:  
- Василий Гончаров — музыка, слова, голос, акустика, соло-гитара, бас, рояль, тамбурин
- Александр Зингер — ударные
- Ася Соршнева — скрипки

+
- Дмитрий Карев — аккордеон
- Ян Николенко — флейта (кроме песни Снег тает)

Больше от коллектива не поступало никакой информации. Василий не говорил о закрытии проекта, но в замороженном состоянии он находится уже много лет.

В 2022 году лидер коллектива, Васили Гончаров переехал в Лос-Анджелес.
В 2025 году коллектив начал выкладывать свои записи на ресурсе Ютуб музыка.

### Неизданные песни
За время своего существования группа «Чебоза» также успела записать дуэты с группами «Торба-на-Круче» («Между небом и землей»), «Сансара» («Тинто Брасс») и «4ехов» («Ритмы Окон»). Ни один из этих дуэтов не был официально издан. Песни «Между небом и землей» и «Ритмы окон», однако, были изданы в альбоме «Повести и Рассказы» Васи Обломова, нового проекта Гончарова.
В 2025 году на ресурсе Youtube Music вышел небольшой EP релиз коллектива, содержащий 5 разных версий песни «Скажи». В качеств обложкой была выбрана фотография Василия в окружении написанных чёрными словами на жёлтой бумаге фраз их песни. Суд по всему это переиздание EP, вышедшего в 2009 году.

### Мнения
«Чебоза — это музыка для умных подростков» (Артемий Троицкий).
«При нынешней бесплодной засухе каждый, кто всё-таки движется, уже заслуживает уважения. Если кто забыл, чья сестра краткость, послушайте на этом диске песню „Друг“. Вопросы исчезнут» (Михаил Козырев об одноимённом альбоме группы).
«Классная группа. Мне нравится, как всё звучит. Жалко, что по-русски поете!» (James Stelfox, группа Starsailor).
«Искренне желаю успеха „Чебозе“ и не скрываю своей симпатии к лидеру группы, харизматичному парню Василию. Удачи!» (Вячеслав Бутусов).
«Очень талантливые парни с хорошим творческим потенциалом и интересными песнями» (Дмитрий Маликов).
«Позвонил лидер „Чебозы“ Вася Гончаров и попросил от меня рецензию на только что записанную пластинку. А мне они всегда были очень симпатичны. Я послушал диск — и мне так понравилось! Ну все на месте! Я отметил кое-какие частные недостатки, но в целом материал — более чем! И я даже подсел на песню «Не должен», которую и спел с ними. Она ломовая — и по тексту, и по напору. Я сам предложил дуэт, Вася загорелся, мы тут же записали её у Большакова на студии». (Сергей Галанин).

## Состав группы
- Василий Гончаров — музыка, слова, голос, акустическая и электрогитары, бас-гитара, рояль, тамбурин
- Николай Сарабьянов — гитара, слайд (сессионно)
- Корней — гитара (сессионно)
- Евгений "John" Щиголь — бас-гитара
- Александр Зингер — ударные
- Дмитрий Емельянов — клавишные, бас-гитара

### Бывшие участники
- Евгений Арутюнов — соло-гитара (до 1999 года)
- Олег Мартишин — гитара (2000—2009)
- Максим Молодушкин — гитара
- Максим Вострецов — бас-гитара
- Максим Кабальскис — ударные
- Илья Филиппов — клавишные

## Дискография

### Демо
- 2003 — «Демо»

### Студийные альбомы
- 2004 — «К Востоку от Гринвича»
- 2008 — «Чебоза»
- 2020 — «Неизданные песни»

### Концертные альбомы
- 2004 — «Воздух»

### Мини-альбомы
- 2008 — «08-09»

### Синглы
- 2000 — «Радиоприёмник»
- 2003 — «Васильки»
- 2009 — «Скажи»
- 2017 — «Снег тает»